# Tripseuxoa jaujaensis
Tripseuxoa jaujaensis là một loài bướm đêm trong họ Noctuidae.